# Goswin Merckelbach
Goswin Merckelbach (* 26. Januar 1569 in Soest; † 24. Oktober 1641) war Bürgermeister von Soest und Kanzler des Fürstentums Lüneburg.

## Familie
Merckelbach stammte aus dem deutsch-niederländischen Adelsgeschlecht der Merckelbach. Sein Vater Gottfried Merckelbach wurde 1563 in Soest eingebürgert und heiratete 1566 Agatha Deppe, Tochter des Bürgermeisters Thomas Deppe. Merckelbach war in erster Ehe mit Anna vom Dael und in zweiter Ehe mit Amalie von dem Brinck verheiratet.

## Leben
Er studierte Jura an der Philipps-Universität Marburg und promoviert dort am 17. Juni 1592 zum Doktor beider Rechte. Nach einer Bildungsreise durch die Niederlande und Frankreich nach England wirkte er ab 1595 drei Jahre als Advokat am Reichskammergericht in Speyer. 1604 wurde er in den Rat der Stadt Soest gewählt und bekleidete in den Jahren bis 1617 viermal das Amt des Bürgermeisters. Nach der Kapitulation der Stadt Soest im Jahre 1616 ging Merckelbach zunächst für das Fürstentum Lüneburg als Advokat an Reichskammergericht nach Speyer und dann nach Celle, wo er am 27. Januar 1618 als fürstlicher Geheimer Rat des Fürstentums Lüneburg vereidigt wurde. In Celle verwaltete er das Finanzressort. Kaiser Ferdinand II erhob ihn am 17. Oktober  1623 zur Würde eines Pfalz- und Hofgrafen. 1629 wurde er Kanzler des Fürstentums Lüneburg.